# American Distance Education Consortium
El Consorcio de Educación a Distancia americano (ADEC) es un consorcio de educación a distancia sin ánimo de lucro compuesto de aproximadamente veinte universidades estatales y universidades de concesión de tierras. ADEC fue organizado para promover programas de educación a distancia y servicios para poblaciones diversas.
ADEC Ofrece un curso abierto en ciencia forense como parte de un esfuerzo entre la Universidad de Florida y Universidad de Virginia Occidental.

## De fondo
ADEC fue establecida en 1989 bajo el nombre de Ag*Sat. En 2003, ADEC recibió una subvención de la Fundación Nacional de Ciencias por su Proyecto de Extensión Satélite Avanzado de Internet.

## Liderazgo
El Consejo de Administración está compuesto por los responsables políticos de cada una de las instituciones miembros. El directorio de ADEC se compone de doce miembros con derecho a voto extraídos del Consejo de Administración de la ADEC. Un panel del programa incluye a las personas de las instituciones miembros encargadas de la planificación estratégica y los aspectos de desarrollo creativo del consorcio. 
El presidente y director ejecutivo de ADEC es Ian Tebbett. El anterior presidente fue Janet Poley.

## Reuniones y Talleres

### Conferencia Internacional Conjunta CABTS/ ADEC
La conferencia se celebró entre el 26 y el 29 de agosto de 2014 en Beijing, China. Esta conferencia forma parte de la asociación entre ADEC y la Escuela de Radiodifusión y Televisión Central de Agricultura (CABTS).

### EdFuture2014: Colaboración en la Educación Superior Global Online
La conferencia se realizó entre el 13 y el 15 de mayo de 2014 en Orlando, Florida. 

### Edfuture 2015 Simposio: Compromiso Global de Aprendizaje En línea
El simposio EdFuture 2015 se llevará a cabo en la Universidad Estatal de Oregón del 26 al 31 de mayo de 2015. Como parte del simposio, una delegación de la China central de difusión Agrícola y la Escuela de Televisión (CABTS) asistirá a la reunión para seguir avanzando en la colaboración entre ADEC, OSU y CABTS.